# Лошаков, Аркадий Миронович
Ари (Аркадий Миронович) Лошаков (фр. Ary (Arcadie) Lochakow, при рождении Азри́л Ме́ерович Лошаќов; 1892, Оргеев, Кишинёвский уезд, Бессарабская губерния — 5 октября 1941, Париж) — французский художник Парижской школы.

## Биография
Родился в Оргееве в семье фотографа Меера Шлёмовича Лошакова (?—1914), владельца фотоателье на улице Торговой, 154 (одного из двух фотографических ателье в городе). Старший брат — художник и педагог Шлёма-Мейлих Меерович (Соломон, Михаил Миронович) Лошаков.
Учился в Кишинёвской городской рисовальной школе и Одесском художественном училище. Работал учителем физкультуры в Оргееве. Участник Первой мировой войны, 26 августа 1914 года был ранен. После революционных событий 1917 года вернулся в ставшую румынской Бессарабию, а в 1920 году вместе со своим земляком и другом, поэтом Давидом Фиксманом и его семьёй уехал в Париж.
Писал портреты, натюрморты и жанровые сцены. Выставлялся в Осеннем салоне (1922), в Независимых (до 1939 года) и Тюильри (до 1937 года) салонах, выставке «Балерины, корифеи, акробаты» (Париж, 1937), Международной выставке в Париже (1937). Персональные выставки прошли в галерее d’Art Haussmann (1932) и в Salle de Fedération francaise des Artistes (1933), его «Натюрморт» был приобретён французским правительством. В ноябре 1936 года участвовал в организационном собрании Бессарабского землячества в Париже. Пожертвовал свои картины для благотворительной лотереи на балу Союза русских писателей и журналистов в Париже (1937). Работал фотографом.
После немецкой оккупации Парижа был вынужден скрываться, умер от истощения. Все его работы после его смерти были проданы с аукциона.